# الملكة روسودان
روسودان (بالجورجية: რუსუდანი) (1245-1194) ، عضو في سلالة باغراتيوني، حكمت كملكة جورجيا في 1223-1245.

## حياة
ابنة الملكة تامار ملكة جورجيا من تأليف ديفيد سوسلان ، خلفت شقيقها جورج الرابع في 18 يناير 1223.  كانت وفاة شقيقها الملك جورج المبكرة بمثابة بداية نهاية العصر الذهبي الجورجي . لم تكن روسودان قادرة على الحفاظ على ما كسبته والدتها وشقيقها. فقد عُرفت بكونها امرأة جميلة كرست للمتعة والفنون، في المصادر الإسلامية ، مثل عطاء مالك الجويني عُرفت روسودان باسم الملكة العذراء. 
في خريف عام 1225 ، تعرضت جورجيا للهجوم من قبل خوارزمشاه جلال الدين مينغبورنو ، الذي لاحقه المغول . عانى الجورجيون من هزيمة مريرة في معركة غارني ، وانتقل البلاط الملكي مع الملك روسودان إلى كوتايسي ، عندما حاصر الخوارزميون العاصمة الجورجية تبليسي . بعد عام ، استولى جلال الدين على تبليسي في 9 مارس 1226. قاتل المواطنون بشجاعة وفقد أكثر من 100.000 حياتهم عندما سقطت المدينة في أيدي الخوارزميين. أُمر الجورجيون المهزومون بتغيير الدين ليصبحوا مسلمين ، لكنهم رفضوا وقُتل جميع سكان تبليسي تقريبًا. في فبراير 1227 ، استغل الجورجيون إخفاقات جلال الدين في أرمينيا ، واستعادوا تبليسي ، لكن سرعان ما أجبروا على التخلي عن المدينة - التي أشعلوها هم أنفسهم في معركتهم مع قوات الاحتلال. أقام روسودان تحالفًا مع الحكام السلجوقيين المجاورين لروم وأحلات ، لكن الجورجيين هزمهم الخوارزميون في معركة بولنيسي ، قبل أن يصل الحلفاء (1228).
حل المغول محل الخوارزميين حيث تقدموا إلى جورجيا في عام 1235 وقد استسلمت جورجيا التي دمرها ونهبها جلال الدين دون أي مقاومة جدية.
وبحلول عام 1240 كانت جميع أنحاء جورجيا سقطت تحت يد المغول. أُجبر روسودان على قبول سيادة المغول خان عام 1242 ، واضطر لدفع جزية سنوية قدرها 50,000 قطعة ذهبية ودعم المغول بجيش جورجي.
خوفًا من أن يتطلع ابن أخيها ديفيد إلى العرش ، احتجزته روسودان في محكمة صهرها السلطان كايخسرو الثاني ، وأرسلت ابنها ديفيد إلى البلاط المغولي للحصول على اعتراف رسمي بأنه وريث. توفيت عام 1245 ، ولا تزال تنتظر عودة ابنها.

## عائلة
تزوجت عام 1224 من الأمير السلجوقي غياث الدين وهو حفيد قلج أرسلان الثاني الذي اعتنق المسيحية بعد زواجه. كانا والدا ديفيد السادس ملك جورجيا وابنة تدعى تمار ، تزوجت من ابن عمها السلطان كيخسرو الثاني وبعد وفاته عام 1246 ، كان برفان معين الدين سليمان أحد الشروط المسبقة للتسوية السلمية.